# Testosteron (nummer)
Testosteron is een nummer, geschreven (in samenwerking met Krzysztof Pszona) en gezongen door Kayah, van het album Stereo typ. 
Het nummer werd, voor de uitgave van het album, uitgegeven als single met daarop drie verschillende versies.

## Nummers
1. Testosteron (radio edit)
2. Testosteron (orkiestra mix)
3. Testosteron (groove mix)